# Kiara Leslie
Kiara Lajoy Leslie (Holly Springs, 6 dicembre 1995) è una cestista statunitense, professionista nella WNBA.
È la sorella di C.J. Leslie.

## Carriera
È stata selezionata dalle Washington Mystics al primo giro del Draft WNBA 2019 (10ª scelta assoluta).

## Palmarès
- Campionato WNBA: 1

Washington Mystics: 2019